# Mpassa
Der Mpassa (oder Passa) ist ein etwa 170 km langer rechter Nebenfluss des Ogooué im zentralafrikanischen Staat Gabun.

## Verlauf
Der Mpassa durchfließt die Provinz Haut-Ogooué im Südosten von Gabun. Er entspringt auf dem Batéké-Plateau an der Grenze zur Republik Kongo. Er fließt in überwiegend nordwestliche Richtung. Die oberen 80 Kilometer liegen innerhalb bzw. am Nordrand des Nationalparks Batéké-Plateaus. Der Mpassa nimmt mehrere größere Nebenflüsse auf, darunter Letiti bei Flusskilometer 147 von links sowie Leteli bei Flusskilometer 112, Lewou bei Flusskilometer 52 und Djouori bei Flusskilometer 46 von rechts. Bei Flusskilometer 23 trifft der Ndjoumou (oder Djoumou), der bedeutendste Nebenfluss, von Süden kommend auf den Mpassa. 12 Kilometer oberhalb der Mündung passiert der Mpassa die Provinzhauptstadt Franceville. Wenige Kilometer später mündet er in den Ogooué.
Der Mpassa ist Namensgeber des Departements Mpassa, welches von ihm durchflossen wird.